# Angkor (werelderfgoed)
Met Angkor als werelderfgoed wordt bedoeld een gebied in de Cambodjaanse provincie Siem Reap waar veel ruïnes van oude tempels en steden zijn uit de periode van het Khmerrijk. Het is samen met de tempel Preah Vihear aan de grens met Thailand een van de twee monumenten in Cambodja, die op de UNESCO Werelderfgoedlijst staan. Het werd opgenomen in 1992 en het is een cultuurerfgoed onder de naam Angkor. Angkor betekent in het Khmer "Heilige Stad".
De eerste stad in het gebied werd in 889 onder de naam Yashodharapura gesticht en dit begon een traditie van meer dan 500 jaar waarin er nieuwe tempels en steden werden gebouwd die opeenvolgend de hoofdstad van het Khmer-rijk werden. Dit rijk omvatte Cambodja, delen van Vietnam, Laos en Thailand.
Het gebied dat als monument is aangewezen is 400 km² groot en omvat het Angkor archaeologisch park en de landelijke en beboste gebieden eromheen.
Er zijn verschillende monumenten, zoals de stad en de tempel Angkor Wat en de Bayontempel bij Angkor Thom.

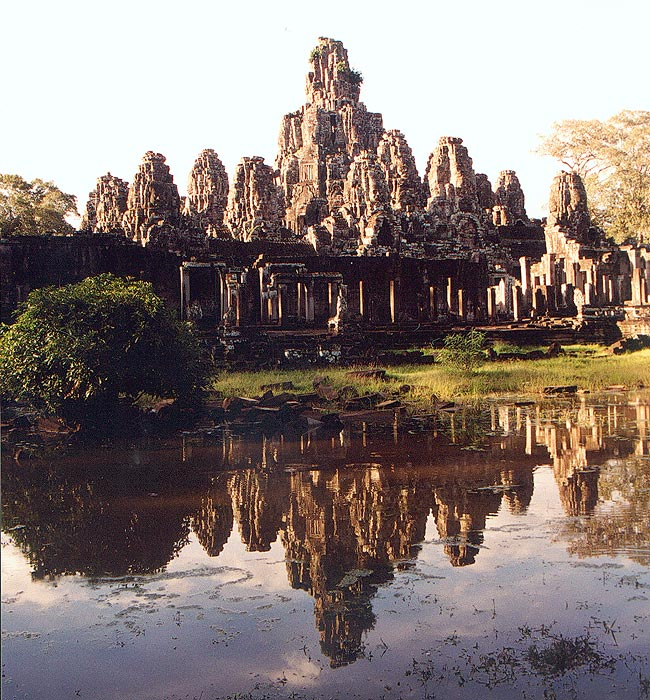
De Bayon tempel in Angkor

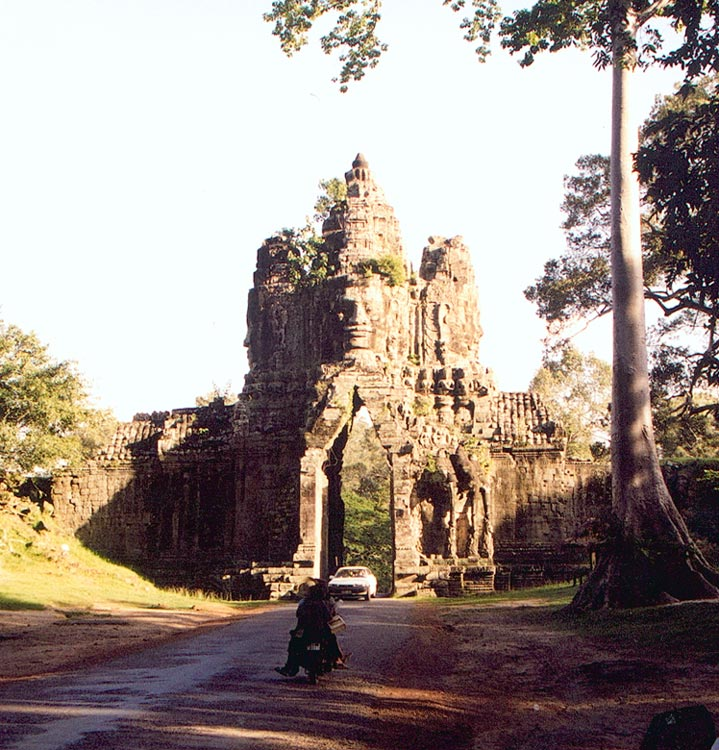
De zuidpoort van Angkor Thom

## Angkor Wat (tempel)
De tempel Angkor Wat is gebouwd tussen 1113 en 1145, tijdens de regeerperiode van Suryavarman II, en is de grootste etagepiramide op het Zuidoost-Aziatische vasteland.
Het monument van Angkor Wat berust op een bouwstijl die terugvoert op de stichting van de eerste steden en tempels in het gebied.
De maximale hoogte van het monument is 65 meter en het beslaat een oppervlakte van 1 km².

## Angkor Thom
Jayavarman VII heeft na zijn machtsovername in 1177 een nieuwe hoofdstad gesticht bij Angkor Thom om de overwinning op het rijk Champa in 1203 te vieren. Zijn tempel was de Bayon, die aan Boeddha gewijd was.

## Bayon
De Bayon is een mengsel van boeddhisme en hindoeïsme. Voor beide godsdiensten vindt men afbeeldingen in de tempel.
In tegenstelling tot de meeste heiligdommen in Angkor is de Bayon rond en is complexer, door de lange duur van de bouw, en het wordt niet door een muur omringd, maar door open zuilengangen.
Momenteel bestaan er 37 deels weer opgebouwde torens, het origineel had waarschijnlijk 49 of 54 torens. Op de torens werden 200 gezichten van de Lokeshvara (Avalokitesvara) gehouwen, op sommige 4, op andere slechts 2 of 3.

## Andere monumenten
Andere monumenten uit deze tijd waren Ta Prohm, Preah Khan, Ta Som en Banteay Srei.

## Werelderfgoed
De redenen van de UNESCO om het complex rond Angkor op de werelderfgoedlijst te nemen, waren:
- Het Angkorcomplex vertegenwoordigt de gehele Khmer kunst van de 9e tot de 14e eeuw, inclusief artistieke meesterwerken
- De invloed van Khmerkunst is te vinden in het grootste deel van Zuidoost-Azië en heeft zeker een grote invloed in de ontwikkeling van de kunst
- De Khmer speelde een belangrijke rol in de totstandkoming van de politieke en culturele evolutie van de regio. Het enige wat nog over is, is dit archeologisch monument.
- Khmerkunst werd geïnspireerd door de Indiase kunst, maar ontwikkelde zijn eigen kenmerken. Dit resulteerde in een nieuwe horizon in oriëntaalse kunst

## Bron
- Die siebzig Weltwunder, Chris Scarre, ISBN 3-89405-524-3